# Proceratophrys
Proceratophrys és un gènere de granotes de la família Leptodactylidae.
Comprèn les següents espècies:
- Proceratophrys appendiculata
- Proceratophrys avelinoi
- Proceratophrys bigibbosa
- Proceratophrys boiei
- Proceratophrys brauni
- Proceratophrys concavitympanum
- Proceratophrys cristiceps
- Proceratophrys cururu
- Proceratophrys fryi
- Proceratophrys goyana
- Proceratophrys laticeps
- Proceratophrys melanopogon
- Proceratophrys moehringi
- Proceratophrys palustris
- Proceratophrys phyllostomus
- Proceratophrys schirchi
- Proceratophrys subguttata